# Sanctity
Sanctity es una banda estadounidense de heavy metal formada en la ciudad de Asheville, Carolina del Norte, en el año 1998.

## Historia
Tras tocar varias veces en distintos lugares de Carolina del Norte, Tennessee y Carolina del Sur, Sanctity consiguió llamar la atención de Matt Heafy, miembro de Trivium, quien les presentó a los ejecutivos de Roadrunner Records y les prestó material para realizar sus grabaciones.
A finales de 2005 la banda se financió su primer vídeo musical, el correspondiente a la canción "Zeppo", grabado por Ramon Boutviseth. Firmaron un contrato con Roadrunner y emprendieron una gira por los Estados Unidos como teloneros de Dragonforce, lo que les valió para ser invitados al Gigantour por su fundador, el guitarrista de Megadeth Dave Mustaine. Posteriormente ejercieron de teloneros de Trivium y Children of Bodom antes de grabar su primer disco, que salió al mercado el 24 de abril de 2007 bajo el nombre de Road to Bloodshed. 
Como promoción de este trabajo, la banda giró con Trivium, Gojira y Annihilator, y abrió para Black Label Society, Machine Head, Symphony X, Arch Enemy y Throwdown.
A comienzos de 2008 se anunció la partida del vocalista y guitarrista Jared MacEachern y del bajista Derek Anderson debido a razones personales. Como reemplazos se contrató al vocalista Brian Stephenson (ex de Annihilator), al guitarrista Zach Jordan y al bajista Scott Smith, ambos antiguos miembros de Above the Means.

## Miembros
- Brian Stephenson – voz
- Zach Jordan - guitarra rítmica
- Zeff Childress – guitarra
- Scott Smith – bajo
- Jeremy London – batería

### Antiguos
- Jared MacEachern - voz, guitarra rítmica
- Derek Anderson - bajo
- Billy Moody – bajo
- Joey Cox – voz
- Danny Lanier – bajo

## Discografía
- Untitled (2003, demo)
- Bedroom Sessions (2004, EP)
- Untitled (2005, demo)
- Road to Bloodshed (2007, LP)